# Mayfield (Utah)
Mayfield es una localidad del condado de Sanpete, estado de Utah, Estados Unidos. Según el censo de 2000 la población era de 420 habitantes.

## Geografía
Mayfield se encuentra en las coordenadas 39°7′10″N 111°42′34″O / 39.11944, -111.70944, en el centro geográfico de Utah 
Según la oficina del censo de Estados Unidos, la localidad tiene una superficie total de 2,2 km². No tiene superficie cubierta de agua.
- Datos: Q482913
- Multimedia: Mayfield, Utah / Q482913

1. ↑  Zip Data Maps, código ZIP n.º 84643.